# The Chamber
The Chamber – pierwszy singel zapowiadający nowy, dziesiąty album studyjny Lenny’ego Kravitza, Strut.

## Notowania

### Media polskie
| Lista                              | Pozycja |
| ---------------------------------- | ------- |
| Lista Przebojów Programu Trzeciego | 8       |
| SLiP                               | 1       |
| Lista Przebojów Radia Łódź         | 3       |
| Lista Przebojów Radia Merkury      | 9       |

### Media międzynarodowe
Najwyższa pozycja w danym kraju / na danym kontynencie:
- Francja: 11[6]
- Polska: 6[7]
- Niemcy: 17[8]
- Włochy: 6[9]
- Holandia: 62[10]